# 野田のつく舞
野田のつく舞（のだのつくまい）は、千葉県野田市の上・仲・下町の野田三ヶ町の夏祭りに演じられる民俗芸能のつく舞であり、水神信仰にもとづく雨乞いの神事ともいわれている。
享和2年（1802年）に旱魃で大凶作となり、野田町と山崎村で雨乞いのために行ったのが始まりとされ、文政元年（1818年）愛宕神社の祭礼に始めてつく舞を奉納したといわれている。先端に一斗樽をかぶせ白木綿で巻かれた高さ15メートルほどの柱を立てて、「ジョウジロサン」と呼ばれる白装束に雨蛙の面をかぶった演者が、柱や樽の上、柱から張った綱の上などで曲芸を披露する。
この芸能は、1993年（平成5年）に千葉県の無形民俗文化財に指定され、1999年（平成11年）には「野田の津久舞」という名称で選択無形民俗文化財に選ばれた。